# Боб Стюарт (хокеїст)
Роберт Гарольд Стюарт (англ. Robert Harold Stewart, 10 листопада 1950, Шарлоттаун — 3 лютого 2017, Крів Коур, Міссурі) — канадський хокеїст, що грав на позиції захисника.
Провів понад 500 матчів у Національній хокейній лізі.

## Ігрова кар'єра
Хокейну кар'єру розпочав 1967 року.
1970 року був обраний на драфті НХЛ під 13-м загальним номером командою «Бостон Брюїнс».
Протягом професійної клубної ігрової кар'єри, що тривала 10 років, захищав кольори команд «Бостон Брюїнс», «Каліфорнія Голден-Сілс», «Сент-Луїс Блюз» та «Піттсбург Пінгвінс».
Загалом провів 580 матчів у НХЛ, включаючи 5 ігор плей-оф Кубка Стенлі.

## Статистика
| Сезон        | Клуб                     | Ліга         | Регулярний сезон | Регулярний сезон | Регулярний сезон | Регулярний сезон | Регулярний сезон | Плей-оф | Плей-оф | Плей-оф | Плей-оф | Плей-оф |
| Сезон        | Клуб                     | Ліга         | І                | Г                | П                | О                | ШХ               | І       | Г       | П       | О       | ШХ      |
| ------------ | ------------------------ | ------------ | ---------------- | ---------------- | ---------------- | ---------------- | ---------------- | ------- | ------- | ------- | ------- | ------- |
| 1967–68      | «Ошава Дженералс»        | ХЛО (мол.)   | 50               | 2                | 11               | 13               | 172              | —       | —       | —       | —       | —       |
| 1968–69      | «Ошава Дженералс»        | ХЛО (мол.)   | 52               | 7                | 32               | 39               | 226              | —       | —       | —       | —       | —       |
| 1969–70      | «Ошава Дженералс»        | ХЛО (мол.)   | 44               | 11               | 24               | 35               | 159              | 6       | 1       | 3       | 4       | 12      |
| 1970–71      | «Оклахома-Сіті Блейзерс» | ЦПХЛ         | 61               | 6                | 16               | 22               | 270              | 5       | 0       | 1       | 1       | 23      |
| 1971–72      | «Бостон Брюїнс»          | НХЛ          | 8                | 0                | 0                | 0                | 15               | —       | —       | —       | —       | —       |
| 1971–72      | «Оклахома-Сіті Блейзерс» | ЦПХЛ         | 10               | 1                | 3                | 4                | 34               | —       | —       | —       | —       | —       |
| 1971–72      | «Бостон Брейвс»          | АХЛ          | 39               | 1                | 7                | 8                | 102              | —       | —       | —       | —       | —       |
| 1971–72      | «Каліфорнія Голден-Сілс» | НХЛ          | 16               | 1                | 2                | 3                | 44               | —       | —       | —       | —       | —       |
| 1972–73      | «Каліфорнія Голден-Сілс» | НХЛ          | 63               | 4                | 17               | 21               | 181              | —       | —       | —       | —       | —       |
| 1973–74      | «Каліфорнія Голден-Сілс» | НХЛ          | 47               | 2                | 5                | 7                | 69               | —       | —       | —       | —       | —       |
| 1974–75      | «Каліфорнія Голден-Сілс» | НХЛ          | 67               | 5                | 12               | 17               | 93               | —       | —       | —       | —       | —       |
| 1975–76      | «Каліфорнія Голден-Сілс» | НХЛ          | 76               | 4                | 17               | 21               | 112              | —       | —       | —       | —       | —       |
| 1976–77      | «Клівленд Баронс»        | НХЛ          | 73               | 1                | 12               | 13               | 108              | —       | —       | —       | —       | —       |
| 1977–78      | «Клівленд Баронс»        | НХЛ          | 72               | 2                | 15               | 17               | 84               | —       | —       | —       | —       | —       |
| 1978–79      | «Сент-Луїс Блюз»         | НХЛ          | 78               | 5                | 13               | 18               | 47               | —       | —       | —       | —       | —       |
| 1979–80      | «Сент-Луїс Блюз»         | НХЛ          | 10               | 0                | 1                | 1                | 4                | —       | —       | —       | —       | —       |
| 1979–80      | «Піттсбург Пінгвінс»     | НХЛ          | 65               | 3                | 7                | 10               | 52               | 5       | 1       | 1       | 2       | 2       |
| Усього в НХЛ | Усього в НХЛ             | Усього в НХЛ | 575              | 27               | 101              | 128              | 809              | 5       | 1       | 1       | 2       | 2       |